# Hery Rajaonarimampianina
Hery Martial Rakotoarimanana Rajaonarimampianina (Antananarivo, 6 november 1958) is een Malagassisch politicus. Tussen 2014 en 2018 was hij de president van Madagaskar, nadat hij was verkozen bij de verkiezingen van eind 2013. Hij is politiek leider van de partij Hery Vaovao ho an'i Madagasikara, die hij in 2013 oprichtte.

## Biografie
Rajaonarimampianina woonde van 1982 tot 1991 in Canada, waar hij studeerde op de Universiteit van Quebec. Toen hij weer in Madagaskar was, studeerde hij op de Universiteit van Antananarivo.
In 2009 werd Rajaonarimampianina minister van Financiën onder president Andry Rajoelina. Vier jaar later stelde hij zich verkiesbaar bij de presidentsverkiezingen van 2013, waarin hij het opnam tegen 32 andere kandidaten. In de eerste ronde eindigde Rajaonarimampianina als tweede achter Jean-Louis Robinson, de kandidaat uit het kamp van voormalig president Marc Ravalomanana. In de tweede ronde kreeg hij echter steun van veel andere partijen en werd hij met ruim 53% verkozen tot president.
Het parlement van Madagaskar deed in 2015 een poging om Rajaonarimampianina af te zetten. Hij werd ervan beschuldigd ongrondwettelijk te handelen, maar het hooggerechtshof oordeelde in het voordeel van de president.
In september 2018 trad hij af om mee te kunnen doen aan de presidentsverkiezingen van dat jaar. Hij werd echter niet herkozen voor een tweede ambtstermijn: met slechts 8,8% van de stemmen werd hij in de eerste ronde al ruim verslagen door zijn concurrenten Marc Ravalomanana en de latere winnaar Andry Rajoelina. 